# 馬蘭加島
65°12′S 64°22′W / 65.200°S 64.367°W
馬蘭加島（英語：Maranga Island）是南極洲的島嶼，位於弗倫奇海峽南面，屬於威廉群島中阿納格拉姆群島的一部分，在1961年由英國南極名稱諮詢委員會命名，現時由南極條約體系管理。